# Kraj Donji
Kraj Donji – wieś w Chorwacji, w żupanii zagrzebskiej, w gminie Marija Gorica. W 2011 roku liczyła 493 mieszkańców.